# Centar za rak MD Anderson Sveučilišta u Teksasu
Centar za rak MD Anderson Sveučilišta u Teksasu (engl. University of Texas MD Anderson Cancer Center) američki je javni institut za istraživanje i liječenje raka koji se nalazi u sklopu najvećeg bolničkog kompleksa na svijetu, Teksaškog medicinskog centra u Houstonu, američka savezna država Teksas.
Centar za rak MD Anderson osnovan je 1941. godine zakonodavnim aktom države Teksas. Godine 1971. Nacionalnim programom borbe protiv raka uvršten je među prva tri specijalizirana centra za liječenje raka u Sjedinjenim Državama (danas ukupno 68 ustanova pod nadzorom Nacionalnog instituta za rak). Kao akademska ustanova surađuje s Medicinskim fakultetom Sveučilišta u Teksasu, Visokom medicinskom školom Baylor i Visokom medicinskom školom Texas A&M. Centar danas zapošljava preko 20.000 ljudi te, uz stacionarni kapacitet od oko 650 kreveta i proračunski izdatak od 486 milijuna dolara na godinu, brine o 115.000 pacijenata godišnje. U 2014. godini je rangiran kao 2. najbolja bolnica za liječenje zloćudnih novotvorina u SAD-u.

## Vanjske poveznice
- Službena web-stranica (engl.)